# Zveri
Zveri (Russisch: Звери - Nederlands: Beesten) is een Russische (pop-)rockband.

## Etymologie
Zanger Roman Bilik had al van kinds af aan de bijnaam zver' (beest). De naam van de band is daaruit ontstaan.

## Biografie
Zveri werd medio 2002 opgericht door zanger Roman Bilik (ook wel bekend als Roma Zver'). Kort daarop kreeg hij versterking van gitarist Maksim Leonov, bassist Konstantin Labetsky, keyboardist Kirill Antonenko en drummer Misha Kraev. In de loop der jaren zijn diverse albums van de band verschenen, inclusief albums die de band heeft geschreven voor films en series (soundtracks), waaronder Leto en Night Watch (2004). In februari 2003 verscheen het debuutalbum: Голод (Honger). Enkele nummers op dit album, die bij het publiek al enigszins bekend waren, waren Dozhdi-Pistolety (Regenwapens), Dlya Tebya (Voor jou) en Prosto Takaya Sil'naya Lyubov (Gewoon sterke liefde).
In maart 2004 bracht Zveri het tweede album genaamd Районы-кварталы (Districten en wijken) uit. Het album deed het goed en de band ging op tournee om het album te promoten. In 2005 werd een remixalbum uitgebracht, met daarop onder meer remixes van de nummers Golod en Rayony, Kvartaly. In 2005 stond de band in de tweede halve finale van de Russische voorrondes van het Eurovisiesongfestival.
In maart 2006 verscheen het derde album: Когда мы вместе, никто не круче (Als we samenzijn, is er niemand beter dan ons). Zveri's vierde album, Дальше (Verder) werd in november 2008 uitgebracht. Het nummer Kvartira van dat album werd gebruikt in het spel Grand Theft Auto IV.
In 2016 overleed drummer Mikhail Kraev; hij werd vervangen door Valentin Tarasov. Ook in de jaren erna verschenen diverse albums van de band. Het nieuwste album van Zveri dateert van 2023. Roman Bilik is het enige nog oorspronkelijke bandlid.

## Ophef
In november 2008 zorgde de band voor ophef tijdens de RMA-awards op MTV Rusland: zanger Roman Bilik stak meermaals zijn middelvinger op en gitarist Maksim Leonov sloeg zijn gitaar kapot en schreeuwde geen rockmuziek meer op de RMA!.

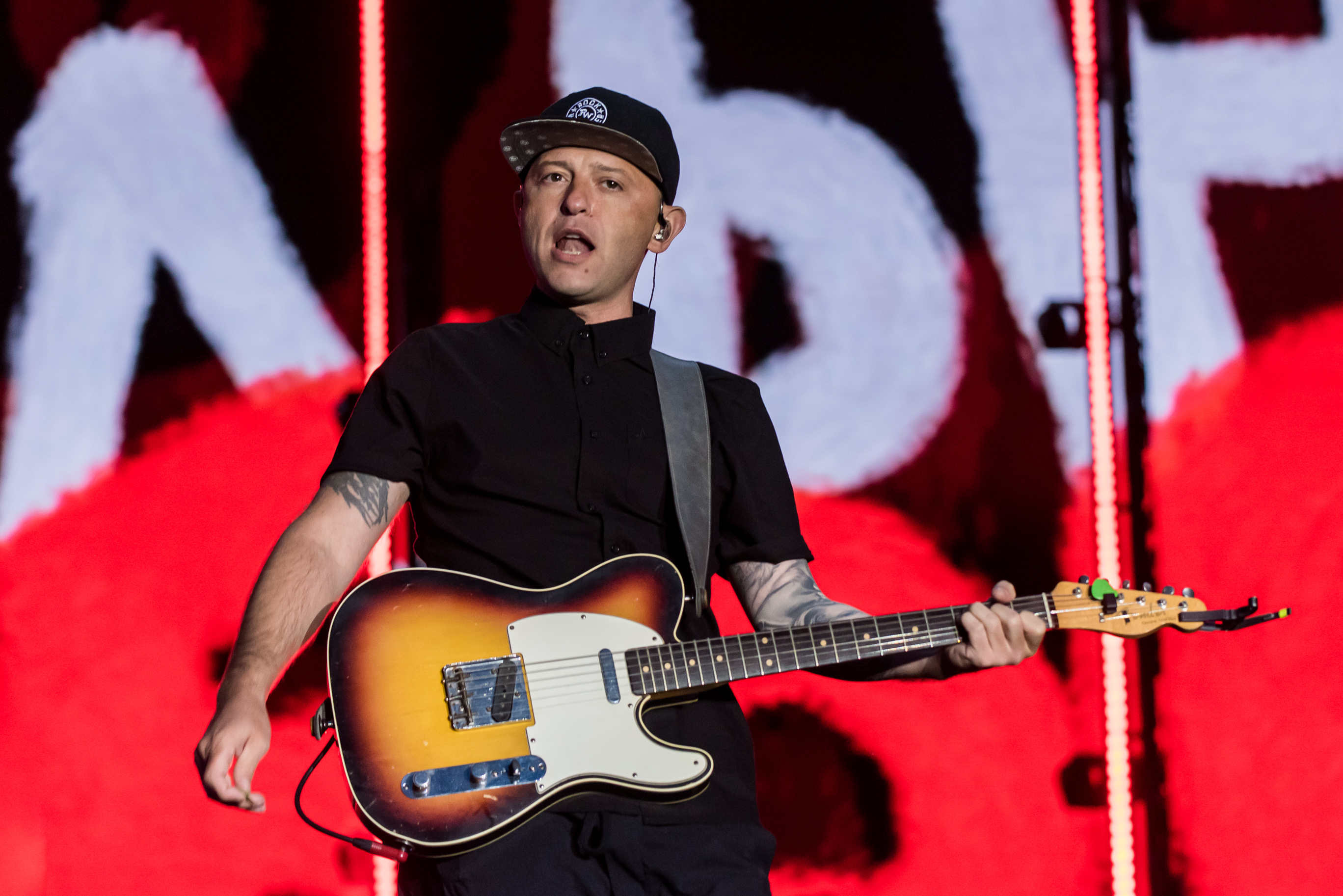
Zveri op VK Fest 2022

In 2023 zorgde Zveri opnieuw voor ophef, toen op Facebook een (inmiddels verwijderd) statement van de band verscheen dat Zveri de Russische invasie van Oekraïne steunde. Zanger Roman Bilik plaatste op zijn Instagramaccount een (eveneens inmiddels verwijderd) statement dat hij zich daar niet in kon vinden en tegen de oorlog was, maar later dat jaar speelde hij een privéconcert voor Russische troepen in Oekraïne. De Russische overheid annuleerde door alle ophef en de onduidelijkheid omtrent Biliks mening omtrent de invasie een concert van de band op het St. Petersburg International Economic Forum.

## Discografie
| Jaar | Titel                               | Vertaling                                  | Opmerkingen                           |
| ---- | ----------------------------------- | ------------------------------------------ | ------------------------------------- |
| 2003 | Голод                               | Honger                                     |                                       |
| 2004 | Районы-кварталы                     | Districten en wijken                       |                                       |
| 2005 | Зверимиксы                          | Zverimixes                                 | album met remixes van eerdere nummers |
| 2005 | Караоке                             | Karaoke                                    | karaokealbum van eerdere nummers      |
| 2006 | Когда мы вместе, никто не круче     | Als we samenzijn, is niemand beter dan ons |                                       |
| 2008 | Дальше                              | Verder                                     |                                       |
| 2009 | Акустика                            | Akoestisch                                 | akoestisch album van eerdere nummers  |
| 2011 | Музы                                | Muzen                                      |                                       |
| 2013 | Лучшие                              | Het beste van                              | verzamelalbum                         |
| 2014 | Один на один                        | Een-op-een                                 |                                       |
| 2014 | Всё лучшее в одном                  | Al het beste in één                        | verzamelalbum                         |
| 2015 | Саундтрек к сериалу «Майские ленты» | Soundtrack van Mayskiye Lenty              |                                       |
| 2016 | Страха нет                          | Zonder angst                               |                                       |
| 2017 | Друзья по палате                    | Huisgenoten                                |                                       |
| 2018 | Вино и космос                       | Wijn en ruimte                             |                                       |
| 2018 | 10                                  | 10                                         |                                       |
| 2018 | Звери в зоопарке                    | Beesten in de dierentuin                   | soundtrack van Leto                   |
| 2019 | У тебя в голове                     | In je hoofd                                |                                       |
| 2020 | Одинокому везде пустыня             | Voor een eenzame man is alles een woestijn |                                       |
| 2020 | Звери на карантине                  | Beesten in quarantaine                     | verwijzend naar de coronacrisis       |
| 2021 | Очень                               | Heel erg                                   |                                       |
| 2023 | На синем трамвае                    | Op de blauwe tram                          |                                       |

## Prijzen en onderscheidingen
| Jaar | Prijsuitreiking         | Prijs               |
| ---- | ----------------------- | ------------------- |
| 2004 | MTV Europe Music Awards | Beste Russische act |